# Lerche
Lerche (株式会社ラルケ?, Kabushiki-gaisha Raruke, "allodola" in tedesco) è uno studio di animazione giapponese fondato nel 2011. Assieme a Larx Entertainment, è parte di Studio Hibari.

## Produzioni

### Serie TV

Logo della serie anime Assassination Classroom.

| Titolo                                             | Canale di trasmissione | Inizio prima visione | Fine prima visione | Episodi | Note                                                                                 | Fonti               |
| -------------------------------------------------- | ---------------------- | -------------------- | ------------------ | ------- | ------------------------------------------------------------------------------------ | ------------------- |
| Maji de Watashi ni Koi Shinasai!                   | AT-X                   | 2 ottobre 2011       | 18 dicembre 2011   | 12      | Tratto da un gioco di Minato Soft.                                                   | [ 4 ] [ 5 ]         |
| Danganronpa: The Animation                         | MBS                    | 4 luglio 2013        | 26 settembre 2013  | 13      | Tratto da un gioco di Spike / Spike Chunsoft.                                        | [ 5 ] [ 6 ]         |
| Unbreakable Machine-Doll                           | AT-X                   | 7 ottobre 2013       | 23 dicembre 2013   | 12      | Tratto da una light novel scritta da Reiji Kaitō e illustrata da Roroo.              | [ 5 ] [ 7 ]         |
| Re:_Hamatora                                       | TV Tokyo               | 17 luglio 2014       | 22 settembre 2014  | 12      | Sequel di Hamatora; co-produzione con NAZ.                                           | [ 5 ] [ 8 ]         |
| Assassination Classroom                            | Fuji TV                | 9 gennaio 2015       | 19 giugno 2015     | 22      | Tratto dal manga scritto da Yūsei Matsui.                                            | [ 5 ] [ 9 ]         |
| Ranpo kitan: Game of Laplace                       | Fuji TV (noitaminA)    | 2 luglio 2015        | 17 settembre 2015  | 11      | Tratto dalle opere di Ranpo Edogawa.                                                 | [ 5 ] [ 10 ]        |
| Monster Musume                                     | Tokyo MX               | 7 luglio 2015        | 22 settembre 2015  | 12      | Tratto dal manga scritto e disegnato da Okayado; co-produzione con Seva.             | [ 5 ] [ 11 ]        |
| School-Live!                                       | AT-X                   | 9 luglio 2015        | 24 settembre 2015  | 12      | Tratto dal manga scritto da Norimitsu Kaihō e disegnato da Sadoru Chiba.             | [ 5 ] [ 12 ]        |
| Assassination Classroom 2                          | Fuji TV                | 7 gennaio 2016       | 30 giugno 2016     | 25      | Sequel di Assassination Classroom.                                                   | [ 5 ] [ 13 ]        |
| Saijaku muhai no Bahamut                           | AT-X                   | 11 gennaio 2016      | 28 marzo 2016      | 12      | Tratto da una light novel scritta da Senri Akatsuki e illustrata da Ayumu Kasuga.    | [ 5 ] [ 14 ]        |
| Danganronpa 3: The End of Hope's Peak Academy      | Tokyo MX               | 11 luglio 2016       | 29 settembre 2016  | 24      | Tratto da un gioco prodotto da Spike Chunsoft.                                       | [ 5 ] [ 15 ]        |
| Magical Girl Raising Project                       | AT-X                   | 1º ottobre 2016      | 17 dicembre 2016   | 12      | Tratto da una light novel scritta da Asari Endō e illustrata da Maruino.             | [ 5 ] [ 16 ]        |
| Scum's Wish                                        | Fuji TV (noitaminA)    | 12 gennaio 2017      | 30 marzo 2017      | 12      | Tratto dal manga scritto e disegnato da Mengo Yokoyari.                              | [ 5 ] [ 17 ]        |
| Classroom of the Elite                             | AT-X                   | 12 luglio 2017       | 27 settembre 2017  | 12      | Tratto da una light novel scritta da Shōgo Kinugasa e illustrata da Shunsaku Tomose. | [ 5 ] [ 18 ]        |
| Konohana kitan                                     | AT-X                   | 4 ottobre 2017       | 20 dicembre 2017   | 12      | Tratto dal manga scritto e disegnato da Sakuya Amano.                                | [ 5 ] [ 19 ]        |
| Kino no tabi                                       | AT-X                   | 6 ottobre 2017       | 22 dicembre 2017   | 12      | Tratto da una light novel scritta da Keiichi Sigsawa.                                | [ 5 ] [ 20 ]        |
| Hakumei to Mikochi                                 | AT-X                   | 12 gennaio 2018      | 30 marzo 2018      | 12      | Tratto dal manga scritto e disegnato da Takuto Kashiki.                              | [ 5 ] [ 21 ]        |
| Shichisei no subaru                                | TBS                    | 6 luglio 2018        | 21 settembre 2018  | 12      | Tratto da una light novel scritta da Noritake Tao.                                   | [ 5 ] [ 22 ]        |
| Asobi asobase                                      | AT-X                   | 8 luglio 2018        | 23 settembre 2018  | 12      | Tratto dal manga scritto e disegnato da Rin Suzukawa.                                | [ 5 ] [ 23 ]        |
| Radiant                                            | NHK E-TV               | 6 ottobre 2018       | 26 febbraio 2020   | 42      | Tratto dal manga-ispirato scritto e disegnato da Tony Valente; in due stagioni.      | [ 5 ] [ 24 ] [ 25 ] |
| Astra - Lost in Space                              | AT-X                   | 3 luglio 2019        | 18 settembre 2019  | 12      | Tratto dal manga scritto da Kenta Shinohara.                                         | [ 5 ] [ 26 ]        |
| Given                                              | Fuji TV (noitaminA)    | 11 luglio 2019       | 19 settembre 2019  | 11      | Tratto dal manga scritto da Natsuki Kizu.                                            | [ 5 ] [ 27 ]        |
| Hanako-kun - I sette misteri dell'Accademia Kamome | TBS                    | 9 gennaio 2020       | 26 marzo 2020      | 12      | Tratto dal manga scritto da AidaIro.                                                 | [ 28 ]              |
| Idoly Pride                                        | Tokyo MX               | 10 gennaio 2021      | 28 marzo 2021      | 12      | Progetto multimediale di CyberAgent; co-produzione con CAAnimation.                  | [ 29 ]              |
| Gyakuten Sekai no Denchi Shoujo                    | AT-X, Tokyo MX         | 11 ottobre 2021      | 27 dicembre 2021   | 12      | Anime originale diretto da Masaomi Andō.                                             | [ 30 ] [ 31 ]       |
| Classroom of the Elite 2                           | AT-X                   | 4 luglio 2022        | 26 settembre 2022  | 13      | Seconda stagione di Classroom of the Elite.                                          | [ 32 ]              |
| World Dai Star                                     | Tokyo MX               | 9 aprile 2023        | 25 giugno 2023     | 12      | Tratto da un progetto multimedia di Bandai Visual.                                   | [ 33 ]              |
| Hanako-kun: Il doposcuola dell'Accademia Kamome    | TBS                    | 12 ottobre 2023      | 2 novembre 2023    | 4       | Tratto dal manga scritto da AidaIro.                                                 | [ 34 ]              |
| Classroom of the Elite 3                           | AT-X                   | 3 gennaio 2024       | -                  | -       | Terza stagione di Classroom of the Elite.                                            | [ 32 ]              |

### Film

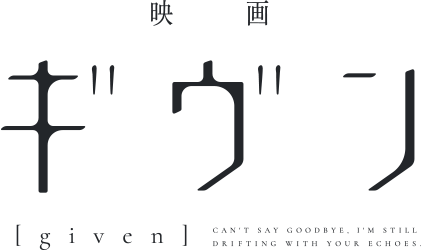
Logo del film di Given.

| Titolo                                      | Data di pubblicazione | Note                                                       | Fonti         |
| ------------------------------------------- | --------------------- | ---------------------------------------------------------- | ------------- |
| Fw:Hamatora                                 | 14 novembre 2015      | Film riassuntivo della serie Hamatora.                     | [ 35 ] [ 36 ] |
| Assassination Classroom: 365-Nichi no Jikan | 19 novembre 2016      | Film semi-riassuntivo della serie Assassination Classroom. | [ 5 ] [ 37 ]  |
| Given the movie                             | 22 agosto 2020        | Film sequel della serie Given.                             | [ 39 ]        |
| Eiga Given: Hiiragi mix                     | 27 gennaio 2024       | Film sequel della serie Given.                             | [ 40 ]        |

### OAV/ONA
| Titolo                                                     | Data di pubblicazione           | Episodi | Note | Fonti         |
| ---------------------------------------------------------- | ------------------------------- | ------- | --- | ------------- |
| Carnival Phantasm                                          | 12 agosto-31 dicembre 2011      | 16      | Tratto da un manga di Eri Takenashi e Type-Moon.                                                                             | [ 5 ] [ 41 ]  |
| Fate/Prototype                                             | 11 dicembre 2011                | 1       | Tratto dalla versione originale della visual novel Fate/stay night, scritta da Kinoko Nasu e illustrata da Takashi Takeuchi. | [ 42 ] [ 43 ] |
| Unbreakable Machine-Doll                                   | 25 dicembre 2013-28 maggio 2014 | 6       | Episodi inclusi nei DVD/BD dell'anime.                                                                                       | [ 44 ]        |
| Monster Musume                                             | 11 novembre 2016-13 aprile 2017 | 2       | Episodi inclusi nel volume 11 e 12 del manga originale.                                                                      | [ 45 ] [ 46 ] |
| Koro Sensei Quest                                          | 23 dicembre 2016-9 marzo 2017   | 12      | Tratto dal manga spin-off di Kizuku Watanabe basato su Assassination Classroom.                                              | [ 5 ] [ 47 ]  |
| Super Danganronpa 2.5: Komaeda Nagito to Sekai no Hakaisha | 12 gennaio 2017                 | 1       | Episodio incluso nella edizione limitata del gioco Danganronpa V3: Killing Harmony prodotto da Spike Chunsoft.               | [ 48 ] [ 49 ] |
| Escha Chron                                                | 15 luglio 2017                  | 2       | Tratto da una recita teatrale di DIVE II Entertainment.                                                                      | [ 50 ]        |

### Videogiochi
- Zettai Zetsubō Shōjo: Danganronpa AnotherEpisode (2014) - Scene inedite[senza fonte]